# Miller 200 1997
Miller 200 1997 var ett race som var den trettonde deltävlingen i CART World Series 1997, och kördes den 10 augusti på Mid-Ohio Sports Car Course. Alex Zanardi vann tävlingen, vilket var hans andra raka seger och fjärde för säsongen. Det gav honom en ledning i totalställningen, som gjorde det möjligt för honom att bli poänglös i en tävling utan att bli av med mästerskapsledningen. 

## Slutställning
| Plats | Förare                | Team                     | Grid | Kvaltid  |
| ----- | --------------------- | ------------------------ | ---- | -------- |
| 1     | Alex Zanardi          | Chip Ganassi Racing      | 2    | 1.06,303 |
| 2     | Greg Moore            | Forsythe Racing          | 3    | 1.06,473 |
| 3     | Bobby Rahal           | Team Rahal               | 16   | 1.07,426 |
| 4     | Raul Boesel           | Patrick Racing           | 11   | 1.06,995 |
| 5     | Jimmy Vasser          | Chip Ganassi Racing      | 9    | 1.06,857 |
| 6     | Gil de Ferran         | Walker Racing            | 4    | 1.06,653 |
| 7     | Maurício Gugelmin     | PacWest Racing           | 6    | 1.06,696 |
| 8     | Michael Andretti      | Newman/Haas Racing       | 10   | 1.06,919 |
| 9     | Scott Pruett          | Patrick Racing           | 7    | 1.06,724 |
| 10    | André Ribeiro         | Tasman Motorsports       | 17   | 1.07,515 |
| 11    | Dario Franchitti      | Hogan Racing             | 5    | 1.06,689 |
| 12    | Parker Johnstone      | Team KOOL Green          | 12   | 1.07,001 |
| 13    | Richie Hearn          | Della Penna Motorsports  | 22   | 1.08,095 |
| 14    | Max Papis             | Arciero-Wells Racing     | 24   | 1.08,603 |
| 15    | Patrick Carpentier    | Bettenhausen Motorsports | 23   | 1.08,220 |
| 16    | Arnd Meier            | Payton/Coyne Racing      | 27   | 1.10,578 |
| 17    | P.J. Jones            | All American Racing      | 20   | 1.08,061 |
| 18    | Michel Jourdain Jr.   | Payton/Coyne Racing      | 14   | 1.07,359 |
| 19    | Hiro Matsushita       | Arciero-Wells Racing     | 28   | 1.10,890 |
| 20    | Gualter Salles        | Davis/Craig Racing       | 19   | 1.07,754 |
| 21    | Christian Fittipaldi  | Newman/Haas Racing       | 8    | 1.06,751 |
| 22    | Al Unser Jr.          | Marlboro Team Penske     | 18   | 1.07,603 |
| 23    | Adrián Fernández      | Tasman Motorsports       | 21   | 1.08,085 |
| 24    | Bryan Herta           | Team Rahal               | 1    | 1.06,277 |
| 25    | Juan Manuel Fangio II | All American Racing      | 25   | 1.08,629 |
| 26    | Mark Blundell         | PacWest Racing           | 13   | 1.07,235 |
| 27    | Paul Tracy            | Marlboro Team Penske     | 15   | 1.07,374 |
| 28    | Charlie Nearburg      | Payton/Coyne Racing      | 26   | 1.10,313 |